# Não-ser
Não-ser é um dos maiores problemas da filosofia. Todas as categorias e linguagem humana está voltada para o ser, para o que existe, e por isso chegamos a problemas quando tentamos compreender ou falar do não-ser.
O que é o não-ser? Aparentemente não há como responder à pergunta, pois a mesma parece não ter sentido. "Não-ser" é sinônimo de "o que não é", assim como ser, no sentido de ente, é sinônimo de "o que é". Assim, a pergunta pode ser entendida como "O que é o que não é?" Parece que não podemos tratar diretamente do não-ser, pois não podemos dizer que ele é coisa alguma, nem que ele é o não-ser. Apesar desses problemas, o silêncio sobre o não-ser não é uma boa opção, pois tratamos do não-ser costumeiramente, e nos entendemos quando fazemos isso. Quando lemos em um quadro "Isto não é um cachimbo" recebemos uma mensagem significativa.
O não-ser é um conceito filosófico que pode ser definido muito simplesmente como a ausência de ser ou mesmo como uma falta de existência e estado. A questão do não-ser é decididamente ontológica e não existencial ou vitalista: questionar a questão do não-ser não é apenas perguntar se o não-ser é ausência de vida, mas sim tentar apreender a ausência de ser. Além disso, o não-ser pode "ser" na medida em que é "algo diferente" do "ser em si", e isso pode ser entendido em relação a autores para quem a existência constitui apenas uma realidade, entre outros, como Leibniz por exemplo. A questão da existência – ou inexistência – do não-ser é interessante na medida em que perpassa absolutamente toda a filosofia ocidental, desde pensadores pré-socráticos (pensa-se em Parmênides e Heráclito) até pensadores contemporâneos (e entre eles Martin Heidegger). O não-ser é muitas vezes confundido, às vezes erroneamente, com o "nada" quando é a ausência do ser e, assim, falar de não-ser equivaleria a discutir a questão do niilismo. No entanto, como dito anteriormente, o não-ser não é apenas a ausência do ser, mas também pode ser uma “lacuna com o ser” e, portanto, um “ser-algo-outro”. No entanto, a questão do não-ser está inegavelmente próxima da questão do niilismo.

## História do problema filosófico - aspectos gerais
Esse problema foi inicialmente levantado por Parmênides em seu poema sobre o ser e não-ser. Górgias replicou ao poema de Parmênides em seu Tratado do Não-Ser com uma epistemologia cética extremamente negativa: "nenhuma coisa é: se é, é incognoscível: se tanto é quanto [é] cognoscível, não é, no entanto, [comunicável] a outros"; já Melisso e Xenófanes precederam com postulados positivos no anônimo Sobre Melisso, Xenófanes e Górgias (MXG). Uma solução para o problema do não-ser foi apresentada por Platão. Para ele, nosso discurso sobre o não-ser não é o discurso sobre o nada, sobre o que não é, mas sim o discurso sobre a alteridade. Dizer "A não é B" não é dizer que A não é nada, mas sim dizer que A é uma outra coisa, um outro ser. Em uma descrição de sua Teoria das Formas no diálogo Timeu, Platão realiza uma síntese do paradoxo parmenidiano, concedendo o não-ser como um tipo especial de ser, e dá o nome de khôra a um "receptáculo" sem ser ou forma que poderia receber todas as Formas, copiadas do mundo inteligível e participantes nas manifestações transitórias do mundo sensível.

O ramo de seu estudo filosófico é chamado de meontologia (do grego antigo, μή ὄν, me "não" e on "ser"). A discussão sobre o não-ser em relação ao ser toma parte também no diálogo platônico Sofista e posteriormente conflui com conceitos como o de caos e prima materia, passando pelos neoplatonistas, o que influenciou a teologia apofática, místicos medievais e o conceito filosófico de Urgrund (Absoluto) posterior; além do mais, "meontologia" pode ser usada para descrever conceitos cosmológicos de não-diferenciação no taoísmo e na filosofia japonesa de influência budista, como na Escola de Kyoto. Enquanto a meontologia descreve o não-ser como um princípio vinculado à ontologia, não se confunde com o estudo do nada enquanto conceito não essencial e como dimensão mais existencial (a exemplo de "sem sentido", "absurdo" e niilismo): tal foi visto a partir da abordagem de Heidegger da "oudenologia" (em grego ouden, nada), que recebeu outra dimensão interpretativa subjetiva, como em Sartre. Assim descreve a Enciclopédia Filosófica Bompiani:
"em sentido amplo, portanto, pode-se denominar meontológica toda a reflexão que assuma a questão sobre o não-ser como constitutiva da própria ontologia e conteste o caráter decisivo do ser como categoria válida para exaurir a realidade e seus princípios: a metafísica de Proclo e Plotino, a teologia negativa de Pseudo-Dionísio a Escoto Erígena, a metafísica do possível e da liberdade de Schelling.”
Esse milenar problema repercute em outros domínios filosóficos contemporâneos, em particular, quando tratamos da referência a objetos inexistentes — algo que inquietou filósofos pelo menos desde Platão, passando por Bertrand Russell, Alexius Meinong e, mais recentemente, Terence Parsons. Consideremos, por exemplo, uma frase como a seguinte:
1. "O Saci-Pererê é risonho."
em que "Saci-Pererê" supostamente refere a um inexistente; ou uma frase como a seguinte:
2. "Unicórnios são brancos."
em que "unicórnios" tem como extensão um conjunto supostamente vazio. Uma questão a respeito de ambas é saber como é possível que algo que não existe tenha propriedades. Contudo, talvez a questão mais intrigante a respeito de expressões como "Saci-Pererê" e "unicórnios" é saber como é possível que ocorram em frases, pelo menos aparentemente, verdadeiras, por exemplo, quando negamos que o que elas supostamente representam não existe, por exemplo, quando afirmamos que
3. "Unicórnios não existem."
Somos, então, levados a perguntar pelo estatuto ontológico dos supostos inexistentes: objetos inexistentes são, em algum sentido?

## O problema na antiguidade clássica

### A oposição ontológica entre Parmênides e Heráclito
Parmênides de Elea, e por extensão a escola eleática, inaugura a questão ontológica do ser e do não-ser. Parmênides afirma em seu Tratado da Natureza que o ser “é” porque alcança a verdade e é imóvel. Como entender isso? Como o ser é, e acessa o inteligível , desde o domínio da verdade, o ser nunca pode ser alterado  : portanto, não é gerado e não está em movimento. Como o ser é imóvel, é um Ser : portanto, um ser que é de todos os tempos. Assim, sendo o ser, o não-ser não pode ser.
Em oposição ao argumento ontológico de Parmênides, Heráclito de Éfeso considera o ser como móvel e absolutamente contingente. O ser está mudando, os seres nunca são fixos. Em seu próprio Tratado da Natureza , Heráclito desenvolve a ideia de que o fogo é o princípio primordialdo universo e, portanto, que nosso universo é deixado para um ciclo ininterrupto de criação e destruição. Aplicando, portanto, a ideia de flutuação própria do fogo ao ser, segue-se que esse ser se torna mutável, perpetuamente em devir. Como tudo está sujeito a mudanças, nada é fixo, nada pode ser oposto ou relacionado. Se nada é identificável, então não se pode afirmar "ser é" mais do que "não-ser não é". A oposição ontológica entre Parmênides e Heráclito lança as bases para a questão do não-ser.

### Tratadodo Não-Ser deGórgias
A história lembra Górgias de Leontinoi muito mais como título da obra de Platão  do que como contribuição filosófica. No Tratado do Não-Ser relatado por Sexto Empírico , Górgias diz: “Ele não é nada. Além disso, se for, é incognoscível. Além disso, se é, e se é cognoscível, não é, no entanto, mostrável aos outros.. Assim, Górgias desenvolve três teses que justificam a existência do não-ser: primeiro, nada existe. Como justificá-lo? Pois se algo existe, não pode ser apreendido e, portanto, é impossível conhecê-lo. E mesmo que fosse possível conhecer a coisa em particular, seria impossível testificá-la. Assim, segundo Górgias, o não-ser é muito mais do que o próprio ser.

### A posição de Platão noParmênides
A essência da posição platônica sobre a questão ontológica está contida no Parmênides , obra assim intitulada em homenagem ao iniciador dessa questão ontológica. Em seus diálogos, Platão desenvolve a ideia de que o ser está em movimento ou em repouso, de modo que seu estado é variável. Assim, se o estado de ser pode variar, então a fronteira entre ser e não-ser torna-se mais indistinta, e pode-se dizer que o ser é permeado pelo não-ser. Se o ser está em repouso ou em movimento, então a posição particular do ser (repouso ou movimento) é necessariamente a ausência da outra posição (repouso ou movimento): por exemplo, quando o ser está em movimento, seu repouso é"não-ser" e, portanto, não é. Sendo para Platão, portanto, sempre implica uma parte do não-ser e vice-versa.

### O não-ser como negação do ser para Aristóteles
A questão ontológica perpassa toda a Metafísica de Aristóteles, de modo que, para Martin Heidegger, ele foi o primeiro a formular claramente uma imagem do ser como ser. Isso é fácil de entender, pois para Aristóteles a metafísica é a ciência do ser como ser . Aristóteles reinventa a questão ontológica tornando mais complexa a definição de ser: antes de tudo, “o ser se diz em vários sentidos” . Podemos encontrar quatro sentidos no ser: ser de acordo com a substância (que está sendo definido por Parmênides), ser por acidente (em oposição à essência, essa definição de ser é cara aos sofistas), estando de acordo com os valores de verdade e falsidade, e finalmente estando em ato e em potencialidade. Além disso, Aristóteles apreende o ser segundo as categorias: substância, qualidade, quantidade, relação, lugar, tempo, posição, posse, ação e paixão. O ser para Aristóteles assume, assim, uma dimensão absolutamente inédita. Mas o que fazer com o não-ser? Nós o encontramos em Aristóteles, mas apenas como a negação do ser: se o ser de uma coisa é verdadeiro, portanto, se a coisa considerada é real, então, inversamente, a negação dessa coisa, portanto sua não-existência, deixa o não-ser brilhar. Uma coisa existe, então é, se não é, então “não é”.

### O renascimento deParmênidespor Plotino
A tradição neoplatônica retoma a ontologia definida no Parmênides de Platão . Plotino em suas Enéadas identifica o não-ser com o Uno. O Uno é a unidade inteligível pura, opõe-se ao ser na medida em que este se identifica com o Noûs (que é a função intelectiva do ser) que dá acesso às Ideias. Se o Nós, ou Intelecto, acede à pluralidade inteligível, portanto às Ideias eternas, então o Nós, identificado com o ser, torna-se múltiplo. Mas se o ser é múltiplo, então o Um se opõe a ele, e se o Um se opõe ao ser, então se identifica com o não-ser.

## A Idade Média
Observamos uma renovação da questão ontológica na Idade Média, que se relaciona com conceitos transcendentais e/ou eminentemente metafísicos: interrogamo-nos, por exemplo, sobre o não-ser do tempo, sobre o não-ser de Deus (este é o assunto de o discurso apofático e o discurso da eminência) ou mesmo sobre o não-ser como fundamento do homem. Em suma, a filosofia medieval é íntima do tema ontológico do não-ser.

### O não-ser do tempo em Santo Agostinho
A questão ontológica do não-ser está muito presente em Santo Agostinho, quando ele se pergunta sobre o ser do tempo em suas Confissões : simplesmente, o tempo não existe. O passado não existe no nível ontológico: não existe mais; o futuro ainda não existe e finalmente o presente assim que existe assim que desaparece. No entanto, medimos o tempo, mas subjetivamente a imagem do tempo (a experiência) é diferente e mutável. O que conta para Agostinho é a noção de duração. Deve-se estabelecer que é nossa memória que nos faz viver essa duração puramente objetiva. O tempo é uma distensio animi, um alongamento da alma que conecta meu passado, meu presente e meu futuro. Assim, a questão do não-ser está de fato presente em Santo Agostinho, e está relacionada ao tempo.

### Os três discursos de Pseudo-Dionísio
Dionísio, o Areopagita, ou Pseudo-Dionísio determina em seu Tratado dos Nomes Divinos que Deus é incognoscível e incompreensível por causa de sua transcendência. Mas como nomear logicamente Deus sem sacrificar sua transcendência: dar um nome ou incluir um nome em uma proposição e predicar uma qualidade a um sujeito é torná-lo um igual atingível e tornar Deus disponível . Como, então, alguém pode falar de Deus, e só pode alguém? Dionísio apresenta três discursos possíveis: primeiro a via causalitatis ou discurso catafático através do qual podemos falar de Deus como "causa de", por exemplo dizer que "Deus é justo" significa que "Deus é causa de justiça". O segundo discurso está diretamente ligado à questão ontológica do não-ser: é via negationis , ou discurso apofático : se não podemos falar de Deus como "Deus é", então podemos dizer tudo o que esse Deus não é e, portanto, aprofundar a questão do não-ser: assim, dizer que "Deus não é justo" significa que "Deus não é de justiça que eu possa conceber". Finalmente, o último discurso permite negar completamente o próprio ser de Deus, na medida em que este ultrapassa a concepção humana: é a via eminentiae, ou discurso de eminência. Assim, pela fala da eminência, não se poderia dizer “Deus é bom” ou “Deus é mau”, pois o próprio ser de Deus está além dessas duas afirmações. Assim, o não-ser de Deus se expressa na relação que os homens têm com ele e na maneira como falam dele.

### Não-ser e abismo no pensamento de Maimônides
Moisés Maimônides, pensador judeu, desenvolve em seu Guia para os perplexos a teoria segundo a qual não se pode predicar qualquer qualidade ou nome de Deus, pois qualquer atributo ou qualquer nome macularia a unidade absoluta do divino. Por exemplo: dizer que Deus é bom é incorreto, pois equivale a afirmar que Deus é apenas bom e é apenas Deus. Falar assim de Deus é infinitamente depreciativo, pois toda qualidade limita sua infinidade. Maimônides assim afirma em seu Guia para os Perplexos : “o atributo positivo sempre indica uma parte da coisa que se deseja conhecer” . Portanto, como não se pode falar de Deus, pois falar (positivamente) de Deus equivale a limitar sua unidade, então deve-se optar pelo discurso apofático. Como não podemos falar positivamente de Deus, devemos negar o que não é próprio de Deus para compreender melhor sua unidade e aceitar o abismo que separa Deus e os homens. O não-ser de Deus se expressa, portanto, não apenas no discurso apofático, mas também na distância entre o divino e a criatura.

### A Transcendência da "Apófase" por Maître Eckhart
O discurso apofático assume uma dimensão totalmente nova com Mestre Eckhart , que afirma que a linguagem humana pode falar de Deus, desde que o negue ao nada . A teologia negativa que Eckhart desenvolve torna possível apreender Deus através do nada. Segundo o filósofo, o homem é “capaz de Deus” no homem há um traço de divindade. Para ser mais preciso, o fundo (grünt) do homem contém o que Eckhart chama de Gotheit, ou “divindade” em francês. O grünt é anterior à criação e é um traço de Gotheit: como então podemos acessar o grünt em nós e, portanto, pretender apreender a divindade? Atendendo ao extremo do discurso apofático, pela via mística do Abgrunt ("abismo"): mergulhar nessa negatividade é negar todos os atributos e negar-se a si mesmo para transcender a si mesmo e fazer um só com a divindade. Maître Eckhart afirma: “Toda criatura é por si mesma um nada porque Deus criou tudo para que fosse e, sobretudo, não há nada” . Essa teologia negativa empurra para trás os limites do não-ser até destruir todo vestígio de ser.

## Filosofia Moderna

### Deus É, Deus Não É: A Escolha de Pascal
A posição de Pascal sobre a questão ontológica é orientada, como pensadores medievais, para Deus. A peculiaridade do pensamento de Pascal é considerar o ser e o não-ser de Deus em partes iguais para compará-los. É por esta consideração que Pascal constrói a sua aposta : o crente como o incrédulo tem todo o interesse em crer em Deus, pois se Deus não é, então nem o crente nem o incrédulo o saberão, ao passo que se Deus for, o crente encontrará se beneficiado, enquanto o incrédulo terá que sofrer a eternidade no inferno. A reflexão de Pascal é puramente utilitária : ele não se contenta em afirmar ou invalidar a existência de Deus, mas apresenta as consequências do ser ou não ser do divino.

### Teodiceia e não-ser para Leibniz
Gottfried Willhelm Leibniz afirma em seus Ensaios de Teodicéia que o homem evolui no “melhor mundo possível” . Para Leibniz, o universo em que nos encontramos é necessariamente o melhor universo imaginável e possível, pois é escolhido e criado por Deus: contudo, tal afirmação acarreta pesadas consequências sobre a questão ontológica do não-ser. Primeiro, para afirmar que nosso universo é o melhor possível, significa que qualquer outro universo não é: assim o não-ser é múltiplo e possivelmente infinito, pois se aplica à infinidade de universos possíveis. Em segundo lugar, o não-ser se correlaciona com o problema do mal: se nosso universo "é por Deus", então a existência do mal é impossível, pois isso significaria que o mal emerge de Deus. Os Ensaios de Teodiceia de Leibniz permitem, portanto, afirmar duas coisas: o não-ser é infinito, ou pelo menos múltiplo, e o não-ser do mal.

### De Baumgarten e Wolff à Revolução Kantiana
A passagem ontológica da Crítica da Razão Pura de Immanuel Kant, "sem importância considerável" nas palavras de seu autor, é, no entanto, uma verdadeira revolução filosófica (como a obra de Kant em geral). Mas para entender a teoria ontológica de Kant, é preciso entender a origem de seu pensamento. Kant foi muito influenciado por Alexander Baumgarten e Christian Wolff, que teorizaram o não-ser à sua maneira, e a teoria kantiana não pode ser entendida fora dessa herança. Assim, na "Metaphysica", Baumgarten (como Wolff) distingue entre dois sentidos de não-ser: o nihil negativum e o nihil privativum. Há, antes de tudo, o não-ser na medida em que a coisa considerada não pode ser por si mesma, como, por exemplo, um triângulo cuja soma dos ângulos não é igual a 180°, é impossível: é o nihil negativum. Caso contrário, o não-ser pode ser nihil privativum, portanto, um ser concebível, mas contraditório: como imaginar que César não atravessa o Rubicão, por exemplo, é um fato concebível, mas que não pode ser assimilado à realidade.
Uma vez entendido isso, a teoria kantiana se torna clara. Na Anfibologia dos Conceitos da Reflexão (apêndice), Kant apresenta o não-ser como uma "modalidade" aplicável ao conceito, à intuição e ao objeto. Kant divide o não-ser em quatro: o não-ser como conceito vazio sem objeto, ou como objeto vazio de um conceito, como intuição vazia sem objeto, ou então como objeto vazio sem conceito . O não-ser pode ser um conceito vazio sem objeto (exemplo do númeno, da coisa em si), pode ser um objeto vazio de um conceito (exemplo de uma sombra), uma intuição vazia sem objeto (espaço por exemplo) ou não-ser como um objeto vazio sem conceito (que é semelhante ao nihil negativum de Baumgarten).